# Поклик Тру
«Поклик Тру», неоф. «Повернути з мертвих» (англ. Tru Calling) — американський містичний телесеріал, який транслювався на Fox Network з 2003 по 2005 рік. Творець — Джон Хармон Фельдман, продюсери — Original Film, Oh That Gus!, Inc. і 20th Century Fox Television.
Сюжет обертається навколо Тру Девіс (грає Еліза Душку), яка працює в міському морзі. У ході її роботи тіла померлих людей починають говорити з Тру, просячи її про допомогу. Тру переноситься свідомо в їхній останній день життя, намагаючись урятувати їх від смерті.

## Сюжет
Тру Девіс (Еліза Душку) — молода жінка, яка хоче піти в медичну школу після закінчення коледжу. Коли її стажування в місцевій лікарні провалюється, Тру погоджується на несподівану роботу в міському морзі. Працюючи там, мертва жінка просить допомогти їй, Тру раптом прокидається і виявляє, що повернулася у часі і змушена зупинити смерть, яка може бути результатом самогубства чи вбивства. У ході повторних дней Тру часто має і можливість виправити різні ситуації, пов'язані з особистим життям своєї родини та друзів.
Другорядні персонажі в серіалі включають Харрісона Девіса (Шон Рівз), безвідповідального молодшого брата Тру (який стає лояльним до кінця першого сезону) та Девіса (Зак Галіфіанакіс), вірного друга та спостерігач у морзі.
З розвитком сюжету стає зрозуміло, що кількома роками раніше Девіс був доленосно знайомий з матір'ю Тру, останньою людиною, яка отримати «покликання», перш ніж це сталося з її донькою.
Другорядні персонажі присутні в тільки частина серіалу: Мередіт Девіс (Джессіка Коллінз), старша сестра Тру; Ліндсі Вокер (Ей Джей Кук), її найкраща подруга в першому сезоні; Люк Джонстон (Метью Бомер), її любовний інтерес у першому сезоні та Гардез (Бенджамін Бенітес), її колишній співробітник в морзі.
Джек Харпер (Джейсон Прістлі), аналог персонажа Тру, вводиться у середині сезону як антитиза. Він там, щоб переконатися, що доля доб'ється свого і вводить філософський аспект старанням Тру: чи повинна вона мати можливість рятувати життя людей, які, можливо, були призначені, щоб померти. У другому сезоні Тру і Джек змагаються, щоб дістатися до людини першим — вона, щоб врятувати їх, він, щоб відновити порядок долі і підтримувати баланс Всесвіту, як він його розуміє. Врешті-решт, з'ясувалося, що батько Тру грав роль аналогічного антагоніста матері Тру. 

## Персонажі

### Головні
- Еліза Душку — Тру Девіс (2003-2005)
- Зак Галіфіанакіс — Девіс (2003-2005)
- Шон Рівз — Харрісон Девіс (2003-2005)
- Джейсон Прістлі — Джек Харпер (2004-2005)
- Ей Джей Кук — Ліндсі Вокер (2003-2004)
- Джессіка Коллінз — Мередіт Девіс (2003-2004)
- Бенджамін Бенітес — Гардез (2003-2004)
- Меттью Бомер — Люк Джонстон (2003-2004, повторюються раніше)

### Другорядні
- Коттер Сміт — Річард Девіс (2004-2005)
- Ліз Весі — д-р Аллен Керрі (2005)
- Ерік Крістіан Олсен — Дженсен Річі (2005)
- Ліззі Каплан — Евері Бішоп (2005)
- Паррі Шен — Тайлер Лі (2005)